# Distinctive Software
Distinctive Software Inc. (DSI) war ein 1982 von den Spieleprogrammierern Don Mattrick und Jeff Sember gegründetes kanadisches Spieleentwicklungsunternehmen. Das Unternehmen wurde gegründet, nachdem Mattrick und Sember mit ihrem 1982 veröffentlichten Spiel Evolution Erfolg gehabt hatten. Die meisten Spiele wurden über den Publisher Accolade veröffentlicht. Der Unternehmenssitz war Vancouver. 1988 wurde für die Portierungen ein eigenständiges Unternehmen gegründet, Unlimited Software. Distinctive Software war Ende der 1980er Jahre am bekanntesten für seine Portierungen, Rennspiele und Sportspiele, darunter die Test-Drive-Spielreihe und Stunts. Der grundlegende Code für Test Drive aus dem Jahr 1987 wurde auch für The Duel: Test Drive II, Grand Prix Circuit aus dem Jahr 1988 und The Cycles: International Grand Prix Racing aus dem Jahr 1989 verwendet.
DSI entwickelte auch Sportspiele wie 4D Sports Boxing und HardBall!.
Im Jahr 1991 kaufte Electronic Arts Distinctive Software für rund 11 Millionen US-Dollar. Das Unternehmen wurde in EA Canada umbenannt.

## Bekannte Computerspiele
| Titel                                       | Jahr | Publisher                  | Plattform                               |
| ------------------------------------------- | ---- | -------------------------- | --------------------------------------- |
| 4D Sports Boxing                            | 1991 | Mindscape, Electronic Arts | PC-DOS, Amiga, Atari ST                 |
| 4D Sports Tennis                            | 1990 | Mindscape                  | PC-DOS                                  |
| Accolade Comics                             | 1987 | Accolade                   | Commodore 64                            |
| Ace of Aces                                 | 1987 | Accolade                   | Atari XL/XE                             |
| After Burner                                | 1988 | Sega                       | PC-DOS                                  |
| Altered Beast                               | 1990 | Sega                       | PC-DOS                                  |
| Bill Elliott's NASCAR Challenge             | 1990 | Konami                     | MS-DOS, Amiga, Macintosh, NES, LCD      |
| Castlevania                                 | 1990 | Ultra Games                | PC-DOS                                  |
| Grand Prix Circuit                          | 1988 | Accolade                   | PC-DOS, Commodore 64, Amiga, Apple IIGS |
| HardBall!                                   | 1985 | Accolade                   | Commodore 64, Apple IIGS                |
| Metal Gear                                  | 1990 | Ultra Games                | PC-DOS                                  |
| Mission: Impossible                         | 1991 | Konami                     | PC-DOS                                  |
| Out Run                                     | 1989 | Sega                       | PC-DOS                                  |
| Power at Sea                                | 1987 | Accolade                   | Commodore 64                            |
| Stunts alias 4D Sports Driving              | 1990 | Brøderbund, Mindscape      | PC-DOS, Amiga                           |
| Super C                                     | 1990 | Konami                     | Amiga, PC-DOS                           |
| Teenage Mutant Ninja Turtles                | 1990 | Ultra Games                | PC-DOS, Commodore 64                    |
| Test Drive                                  | 1987 | Accolade                   | PC-DOS, Commodore 64, Amiga             |
| The Cycles: International Grand Prix Racing | 1989 | Accolade                   | PC-DOS, Commodore 64                    |
| The Duel: Test Drive II                     | 1989 | Accolade                   | PC-DOS, Commodore 64, Amiga, Apple IIGS |
| Wings of Fury                               | 1990 | Brøderbund                 | Amiga, PC-DOS                           |